# Les Garçons (roman)
Pour les articles homonymes, voir Les Garçons.
Les Garçons est un roman d'Henry de Montherlant paru en avril 1969 aux éditions Gallimard. Ce texte élargit le thème de la pièce de théâtre La Ville dont le prince est un enfant jouée pour la première fois en 1953. Le roman fait partie de la trilogie littéraire consacrée à Alban de Bricoule, personnage fictif récurrent dans l’œuvre de Montherlant. La chronologie de la trame romanesque n'est pas celle des dates de publication mais les Bestiaires (1926), Les Garçons (1969), Le Songe (1922).

## Genèse
Henry de Montherlant s'inspire en grande partie de son propre passé pour écrire le roman, englobant l'intrigue initiée dès 1914 avec Serge Sandrier (publié en 1948) puis La Ville dont le prince est un enfant publié quelques années plus tard ainsi que le souvenir de son renvoi du collège Sainte-Croix en mars 1913 pour avoir entretenu une liaison amoureuse avec un autre élève, Philippe Giquel,. Il entreprend la rédaction des Garçons plus de quarante ans après la publication des Bestiaires, second roman consacré au personnage d'Alban de Bricoule. Le roman narre non seulement la suite de son parcours mais reprend aussi des personnages de La Ville dont le prince est un enfant tel que l'abbé de Pradts.

## Résumé
À Neuilly, quelques mois avant la Première Guerre mondiale, dans un collège religieuxoù règne une curieuse atmosphère, Alban de Bricoule, élève en classe de philosophie, tente une réforme basée sur l'entraide des plus grands envers les plus jeunes. Néanmoins, son projet finit par échouer. Mû par la jalousie, l'abbé de Prats, l'un des dirigeants de l'institution, obtient le renvoi d'Alban. Au désespoir de l'abbé, le supérieur renvoie ensuite Souplier, petit protégé de l'abbé. Un nouveau supérieur du collège, nommé après le remplacement de celui qui renvoya Alban et Souplier, décide de réformer le fonctionnement de l'établissement d'éducation, tant et si bien que le collège acquiert une réputation exemplaire.
Parmi les personnages du roman, on retrouve l'abbé de Prats, prêtre respecté qui manifeste beaucoup d'intérêt pour l'éducation et fait mine d'avoir la foi. Apparaissent également la mère d'Alban, Paul de Linsbourg, ancien camarade de collège, et Mademoiselle de Guerchange, que le jeune homme songe épouser jusqu'à ce que la déclaration de guerre les sépare.

## Éditions
La première édition fut celle publiée par Gallimard, dans la collection blanche, en 1969. Cette édition a été expurgée par l'auteur lui-même : de très courts résumés des passages omis sont donnés en marge. Une édition intégrale, posthume, voit le jour, dans une version de luxe, illustrée par Mac-Avoy, en 1973. L'édition complète fut publiée dans la collection de la Pléiade en 1982 avec de très importants suppléments et un appareil critique. L'édition de poche parue en 1998 (collection Folio n° 3111) reprend le texte, expurgé par l'auteur, de l'édition de 1969.

## Sources et références
1. ↑  « Henry de Montherlant - Site Gallimard », sur www.gallimard.fr (consulté le 4 février 2018)
2. ↑  « Les garçons - Henry de Montherlant - Babelio », sur www.babelio.com (consulté le 4 février 2018)
3. ↑  « Henry de Montherlant > Articles sur Montherlant (hors presse) > 80. Deux prêtres face à Montherlant », sur www.montherlant.be (consulté le 4 février 2018)
4. ↑  « Les garçons (Henry de Montherlant) - Le Portail d'Albert », sur albertportail.info (consulté le 4 février 2018)
5. ↑  Le modèle est l'Institution Notre-Dame de Sainte-Croix à Neuilly où Montherlant était élève en 1912, le supérieur était Pierre Petit de Julleville, proche des idées du catholicisme social et du mouvement Le Sillon.
6. ↑  « Les garçons - Henry de Montherlant - SensCritique », sur www.senscritique.com (consulté le 4 février 2018)